# Coldwater (Mississippi)
Coldwater é uma cidade  localizada no estado americano de Mississippi, no Condado de Tate.

## Demografia
Segundo o censo americano de 2000, a sua população era de 1674 habitantes.
Em 2006, foi estimada uma população de 1635, um decréscimo de 39 (-2.3%).

## Geografia
De acordo com o United States Census Bureau tem uma área de
6,1 km², dos quais 6,1 km² cobertos por terra e 0,0 km² cobertos por água. Coldwater localiza-se a aproximadamente 76 m acima do nível do mar.

## Localidades na vizinhança
O diagrama seguinte representa as localidades num raio de 32 km ao redor de Coldwater.